# Flaga Malawi
Flaga Malawi została ponownie przyjęta w 2012 roku.
Flaga ta obowiązywała od 6 czerwca 1964 do 2010 roku, następnie przywrócona 29 maja 2012. Wschodzące słońce symbolizuje świt nadziei i wolności w Afryce, kolor czarny symbolizuje mieszkańców Afryki, czerwony to pamięć o tych, którzy zginęli, walcząc o wolność Afryki, a zielony symbolizuje przyrodę Malawi.

Historyczne flagi
Flaga gubernatora generalnego Malawi (1964–1966)
Flaga gubernatora Niasy (1914–1925)
Flaga gubernatora Nyasalandu (1925–1964)
Flaga gubernatora generalnego Federacji Rodezji i Niasy (1953–1963)
Flaga Brytyjskiej Afryki Centralnej (1893–1914)
Flaga Niasy (1914–1919)
Flaga Niasy (1919–1925)
Flaga Niasy (1925–1964)
Flaga gubernatora generalnego Federacji Rodezji i Niasy (1953–1963)
Flaga z lat 2010–2012 (czas rządów Bingu wa Muthariki)